# Synclisis cryptica
Synclisis cryptica är en insektsart som först beskrevs av Fraser 1955.  Synclisis cryptica ingår i släktet Synclisis och familjen myrlejonsländor. Inga underarter finns listade i Catalogue of Life.